# Giant (Calvin Harris e Rag'n'Bone Man)
Giant è un singolo del DJ britannico Calvin Harris e del cantautore britannico Rag'n'Bone Man, pubblicato l'11 gennaio 2019.

## Video musicale
Il 10 gennaio 2019 è stato pubblicato sul canale Vevo-YouTube del DJ un lyric video del brano, mentre il 25 gennaio successivo il video ufficiale.

## Successo commerciale
In Italia è stato il 2º singolo più trasmesso dalle radio nel 2019.

## Classifiche

### Classifiche settimanali
| Classifica (2018-19)  | Posizione massima |
| --------------------- | ----------------- |
| Australia             | 19                |
| Austria               | 8                 |
| Belgio (Fiandre)      | 1                 |
| Belgio (Vallonia)     | 1                 |
| Canada                | 29                |
| Croazia               | 1                 |
| Danimarca             | 16                |
| Estonia               | 8                 |
| Francia               | 18                |
| Germania              | 6                 |
| Grecia                | 22                |
| Irlanda               | 3                 |
| Islanda               | 11                |
| Italia                | 17                |
| Lettonia              | 6                 |
| Libano                | 3                 |
| Lituania              | 3                 |
| Lussemburgo           | 1                 |
| Norvegia              | 11                |
| Nuova Zelanda         | 20                |
| Paesi Bassi           | 8                 |
| Polonia               | 4                 |
| Portogallo            | 46                |
| Regno Unito           | 2                 |
| Repubblica Ceca       | 7                 |
| Repubblica Dominicana | 42                |
| Romania               | 7                 |
| Russia                | 1                 |
| Slovacchia            | 5                 |
| Slovenia              | 1                 |
| Spagna                | 62                |
| Svezia                | 25                |
| Svizzera              | 5                 |
| Ucraina               | 35                |
| Ungheria              | 10                |

### Classifiche di fine anno
| Classifica (2019) | Posizione |
| ----------------- | --------- |
| Australia         | 76        |
| Austria           | 43        |
| Belgio (Fiandre)  | 8         |
| Belgio (Vallonia) | 5         |
| Canada            | 91        |
| Danimarca         | 41        |
| Francia           | 44        |
| Germania          | 33        |
| Irlanda           | 15        |
| Islanda           | 33        |
| Lettonia          | 47        |
| Paesi Bassi       | 25        |
| Polonia           | 20        |
| Portogallo        | 117       |
| Regno Unito       | 5         |
| Russia            | 4         |
| Slovenia          | 5         |
| Svizzera          | 18        |
| Ucraina           | 157       |
| Ungheria          | 43        |
| Classifica (2020) | Posizione |
| Croazia           | 29        |
| Russia            | 164       |